# Sisko
Sisko ist ein weiblicher Vorname.

## Herkunft und Bedeutung
Der Name bedeutet im Finnischen Schwester.

## Verbreitung
Im deutschsprachigen Raum wird der Name nur selten vergeben, in der Schweiz tragen ihn 8 Personen (Stand 2022). In Österreich wurde der Name im Zeitraum von 1984 bis 2023 nur jeweils ein Mal in den Jahren 2007 und 2010 vergeben. Der Name ist in Schweden mäßig beliebt, in Dänemark und Norwegen wird er jedoch selten gewählt. Dahingegen ist er in Finnland ein beliebter Mädchenname. Als Erstname tragen ihn dort 6491 Personen (Stand 2022).

## Bekannte Namensträgerinnen
- Sisko Istanmäki (* 1927), finnische Schriftstellerin